# Атаев, Сергей Сергеевич
Сергей Сергеевич Атаев (18 мая 1916, г. Каменец-Подольский — 28 декабря 2006) — белорусский советский учёный в области строительства. Доктор технических наук, профессор (1963). Заслуженный строитель БССР (1962). Заслуженный деятель науки и техники БССР (1980). Академик Белорусской инженерной академии, почётный член Научно-технического общества СССР, лауреат премии Совета Министров СССР, обладатель международного звания «Выдающийся инженер XX века». Иностранный член РААСН.

## Биография
В 1957-1972 директор Института строительства и архитектуры Госстроя БССР, с 1979 года директор Белорусского научно-исследовательского и проектно-технологического института организации и управления строительством Госстроя БССР, который сейчас носит имя С. С. Атаева.
На протяжении почти 30 лет он руководил Белорусским научно-техническим обществом строителей. Являлся председателем Президентского совета научно-технических обществ (НТО) строителей стран СНГ.

## Научная деятельность
Научные работы посвящены проблемам комплексной механизации и автоматизации строительства и разработке методов повышения технической надёжности строительного производства.
Автор многих изобретений и около 200 научных работ, в том числе 11 монографий, которые оказали заметное влияние на технический прогресс в строительстве.

## Награды
В 1996 году награждён медалью Франциска Скорины. Также награждён многими медалями СССР, орденом Трудового Красного Знамени.